# Pentaur (escriba)
Pentaur es el nombre del escriba que narró la famosa batalla de Kadesh, (en la que se enfrentaron los ejércitos de Ramsés II y el rey hitita Muwatalli II), algunos de cuyos fragmentos están grabados en las paredes de varios templos egipcios.
Su padre y maestro fue Ramose "el escriba íntegro", del que se decía que tenía una escritura perfecta.
Otra obra atribuida a él es La disputa de Sekenenre y Apopi, un texto recogido en el papiro Sallier I, una colección de documentos que es, probablemente, una narración del inicio de la guerra contra los invasores hicsos. 
Compárense las diferencias de estilo, entre la fría descripción histórica de La disputa y la adulación en el Poema de Pentaur:
La disputa de Sekenenre y Apopi:

Aconteció pues que la tierra de Egipto estaba en dura aflicción y que no había un Señor como rey de ese tiempo. Ocurrió que el soberano Sekenenre, era gobernante de la ciudad del Sur. Había, sin embargo, dura aflicción en la ciudad de los Asiáticos, estando el príncipe Apopi en Avaris. Todo el país le presentaba ofrendas trayéndole sus tributos…. El rey Apopi tomó para sí a Seth como único señor y no servía a ningún otro dios que hubiera en todo el país.

Poema de Pentaur:

El rey viste la fiera armadura de combate y con su carro tirado de dos caballos lánzase en lo más recio de la contienda. ¡Estaba solo, muy solo, sin nadie junto a él!... Sus soldados y su séquito le miraban desde lejos, en tanto que atacaba y defendíase heroicamente. ¡Le rodeaban dos mil quinientos carros, cada uno con tres guerreros, todos apremiándose para cerrarle el paso!